# Autismeforeningen
 Der er for få eller ingen kildehenvisninger i denne artikel, hvilket er et problem. Du kan hjælpe ved at angive troværdige kilder til de påstande, som fremføres i artiklen.

 For alternative betydninger, se Autisme- og Aspergerforeningen.
Autismeforeningen (tidligere Landsforeningen Autisme), stiftet i 1962, er en almennyttig organisation, der arbejder for at forbedre vilkårene for børn, unge og voksne med autisme. Foreningen har i 2025 over 13.000 medlemmer.
Foreningens arbejde består bl.a. af følgende:
- Afholdelse af kurser og konferencer
- Politisk påvirkning (Lobbyisme)
- Rådgivning af medlemmerne

## Opbygning og aktiviteter
Autismeforeningen er en demokratisk forening med lokalt valgsystem, og foreningen er opdelt i 16 kredse i Danmark samt en kreds i Grønland. Foreningens øverste myndighed er repræsentantskabet som mødes en gang årligt i slutningen af oktober. Imellem repræsentantskabsmøderne er hovedbestyrelsen den øverste myndighed..
Landsformanden er pr. 2025 Karina Bundgaard og de to næstformænd er Dorte Schandorph Jensen og Lilli Fischer Mærsk Jørgensen.
Foreningen udgiver Autismebladet ti gange årligt og har en hjemmeside, hvor man kan finde oplysninger om foreningen og autisme.
Autismeforeningen udbyder kurser vedrørende autisme og afholder en gang årligt en stor autismekonference med mere end 750 deltagere. Kurser og konferencer udbydes af SIKON, som er Autismeforeningens kursusafdeling.

## Kredse
| Kredsens navn           | Kommuner | Hjemmeside                                                                                              |
| ----------------------- | --- | --- |
| Vestsjælland            | Slagelse, Holbæk, Kalundborg, Ringsted, Sorø og Odsherred.                                                                  | https://autismevestsjaelland.dk/                                                                        |
| Limfjord                | Viborg, Skive, Morsø og Thisted.                                                                                            | http://www.kredslimfjord.dk/                                                                            |
| Østjylland              | Aarhus, Randers, Silkeborg, Horsens, Skanderborg, Favrskov, Syddjurs, Norddjurs, Odder og Samsø.                            | https://www.autismeoj.dk/                                                                               |
| Midtvestjylland         | Herning, Holstebro, Ikast-Brande, Lemvig, Ringkøbing-Skjern og Struer.                                                      | https://kredsmidtvest.dk/                                                                               |
| Nordjylland             | Aalborg, Jammerbugt, Hjørring, Vesthimmerland, Rebild, Læsø, Brønderslev, Frederikshavn, og Mariagerfjord.                  | http://autismenord.dk/wordpress/ Arkiveret 6. august 2020 hos Wayback Machine                           |
| Sønderjylland           | Haderslev, Sønderborg, Aabenraa og Tønder.                                                                                  | https://laks.nemtilmeld.dk/                                                                             |
| Sydvestjylland          | Sydvestjyllandske kommuner                                                                                                  | https://www.kredssydvest.dk/ Arkiveret 9. august 2020 hos Wayback Machine                               |
| Trekanten               | Kolding, Vejle og Fredericia.                                                                                               | https://www.autismeforening.dk/trekanten/om-vores-kreds/ Arkiveret 23. februar 2020 hos Wayback Machine |
| Storstrøm               | Faxe, Næstved, Vordingborg, Guldborgsund og Lolland.                                                                        | https://www.autismeforening.dk/storstroem/ Arkiveret 28. september 2020 hos Wayback Machine             |
| Fyn                     | Fyn. | https://www.autismeforening.dk/fyn/ (Webside+ikke+længere+tilgængelig)                                  |
| Bornholm                | Bornholm. | https://www.autismeforening.dk/bornholm/ Arkiveret 12. august 2020 hos Wayback Machine                  |
| København/Frederiksberg | København og Frederiksberg.                                                                                                 | https://autismeforeningkbhfrb.wordpress.com/                                                            |
| Storkøbenhavn Nord      | Storkøbenhavn Nord. | https://www.autismeforening.dk/storkoebenhavnnord/ Arkiveret 28. september 2020 hos Wayback Machine     |
| Nordsjælland            | Frederikssund, Hillerød, Frederiksværk-Hundested, Rudersdal, Gribskov, Helsingør, Fredensborg. Allerød, Hørsholm og Furesø. | http://autismensj.dk/                                                                                   |
| Midtsjælland            | Køge, Stevns, Solrød, Greve, Roskilde og Lejre.                                                                             | http://au10sme.dk/ Arkiveret 11. august 2020 hos Wayback Machine                                        |
| Vestegnen               | Albertslund, Brøndby, Dragør, Glostrup, Hvidovre, Høje-Taastrup, Ishøj, Rødovre, Tårnby og Vallensbæk.                      | https://www.autismeforening.dk/vestegnen/ Arkiveret 28. september 2020 hos Wayback Machine              |
| Færøerne                | Færøerne | https://www.autismeforening.dk/faeroeerne/ Arkiveret 6. februar 2022 hos Wayback Machine                |
| Grønland                | Grønland | https://www.autismeforening.dk/groenland/ Arkiveret 23. februar 2020 hos Wayback Machine                |

## Autisme Ungdom
Autisme Ungdom, stiftet i 2019, er Autismeforeningens selvstændige ungdomsorganisation for unge mellem 13-32 år. Formålet med foreningen er at udbrede viden om autismespektret blandt den almene befolkning samt bedre forholdene for unge med en autisme spektrum forstyrrelse og deres unge pårørende. Foreningen har ni lokalafdelinger med hver sine selvstændige bestyrelser.
Autisme Ungdom er ikke selvstændigt medlem af Dansk Ungdoms Fællesråd, men er kollektivt medlem igennem SUMH (Sammenslutning af Unge Med Handicap).